# امنیکان فالز (ویسکانسین)
امنیکان فالز، ویسکانسین (به انگلیسی: Amnicon Falls, Wisconsin) یک محدوده ثبت‌نشده در ایالات متحده آمریکا است که در امنیکان، ویسکانسین واقع شده‌است.

## خصوصیات
امنیکان فالز ۲۵۹٫۰۸ متر بالاتر از سطح دریا واقع شده‌است.